# Siklós

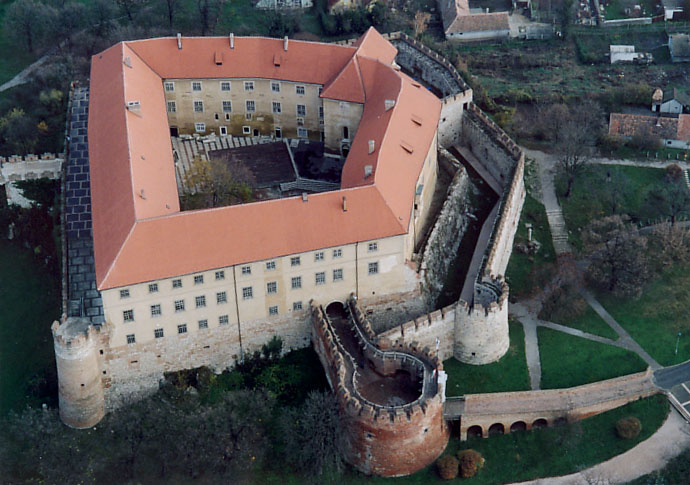
Burg in Siklós

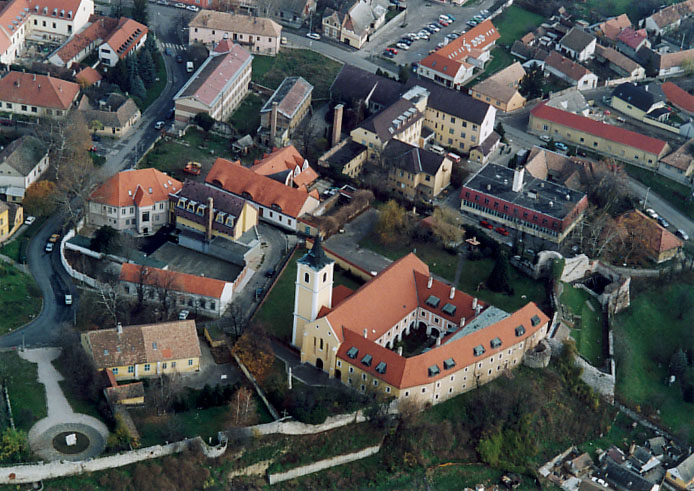
Augustinerkloster in Siklós

Siklós [ˈʃikloːʃ] (deutsch Sieglos, kroatisch Šikloš, serbisch Шиклош) ist eine Stadt mit 8.679 Einwohnern (Stand 2024) im Süden Ungarns im transdanubischen Komitat Baranya. Sie ist das wirtschaftliche, kulturelle und Verwaltungszentrum des gleichnamigen Kreises.

## Geografische Lage
Die Stadt liegt 31 km südlich  der Großstadt Pécs am Südhang des Villány-Gebirges (Villányi-hegység), das sich mit einigen Kuppen (Tenkes 408 m, Szársomlyó 442 m) etwa 300 m über das umliegende Draubecken (Drávamedence) erhebt.

## Baudenkmäler
Das bedeutendste Baudenkmal der Stadt ist die Burg, die erstmals 1294 urkundlich erwähnt wurde. Die Burg Siklós (siehe auch Vár) gehört zu den am besten erhaltenen historischen Bauten des Landes; an ihr können fast alle Epochen der Baugeschichte beobachtet werden: von der Romanik und Gotik bis zum Barock. Die schönsten Teile sind der Erker an der Südfassade und die Burgkapelle, in der Graf Kázmér Batthyány bestattet ist, der Außenminister der Kossuth-Regierung. Erwähnenswert ist ferner das Burgmuseum.
Im Burggarten steht die Statue der einstigen Burgherrin Dorottya Kanizsay, die 1526 die Gefallenen der verlustreichen Schlacht bei Mohács gegen die Türken bestatten ließ. Die wiederhergestellte Moschee des Bey Malkoç erhielt 1994 den Europa-Nostra-Preis. Die serbisch-orthodoxe Kirche mit ihrer Ikonostase kann ebenfalls besichtigt werden. 
Als Wallfahrtsziel bekannt ist die barocke Franziskanerkirche von Siklós-Máriagyűd mit ihrem noch gotischen Chor. Ihre Geschichte lässt sich bis zur Zeit der Römer zurückführen. Um 1800 hat Papst Pius VII. Máriagyűd offiziell als Wallfahrtsort anerkannt.
Die Pfarrkirche von Siklós und das sich an sie anschließende, im Mittelalter errichtete Kloster stehen am Südosthang des Burghügels. Das Kloster ist heute eine Keramikwerkstatt mit der o. a. ständigen Ausstellung. Die Pfarrkirche wurde kurz nach 1300 für die Augustiner-Chorherren gebaut und ging nach einigen Umbauten und den Türkenkriegen an die Franziskaner. Vor kurzem wurden einige Wandmalereien restauriert, von denen Sachverständige meinen, sie seien sowohl in ihrer Gesamtheit als auch in der Feinheit ihrer Einzeldetails von den heute bekannten gotischen Fresken die qualitativ hochrangigsten. Im Chor der Pfarrkirche ist das Grabmal des Palatins Miklós Gara aus rotem Marmor zu sehen.

## Sonstiges
Neben einem Museum zur Lokalgeschichte weist Siklós noch eine Stadtgalerie und eine Keramikwerkstatt auf, denn Porzellanherstellung ist in der Region Baranya seit langem ein wichtiger Wirtschaftszweig.
Ferner gibt es in Siklós ein Strandbad. Die Stadt bildet das Zentrum der Weinstraße Villány-Siklós.
Das Gebiet von Siklós ist Schauplatz des Romans Kapitän Tenkes von Ferenc Örsi (1927–1994). 1963 wurde er hier auch verfilmt, seit 2010 wird er auch als Musical in Budapest und vor der Kulisse der Burg Siklós mit großem Erfolg aufgeführt.

## Umgebung
Größere Orte der näheren Umgebung sind:
- im Umkreis von 10 km: Harkány, Nagyharsány, Túrony, Villány, Vokány.
- im Umkreis von 25 km: Bóly, Nagynyárád, Pellerd, Újpetre, Palkonya
  - sowie jenseits der Drau – bereits in Kroatien – Donji Miholjac und Valpovo
- im Umkreis von 50 km: Komló, Lengyel (Vor- und Frühgeschichte: Lengyel-Kultur), Mohács, Pécs, Mecseknádasd, Pécsvárad, Sellye, Szentlőrinc, und schließlich das kroatische Osijek

## Söhne und Töchter der Stadt
- George (György) Mikes (1912–1987), Schriftsteller